# Kanton Cabourg
Kanton Cabourg (fr. Canton de Cabourg) je francouzský kanton v departementu Calvados v regionu Normandie. Od roku 2015 se skládá ze 34 obcí, do té doby byl tvořen 13 obcemi.

## Obce kantonu
- Amfreville
- Angerville
- Annebault
- Auberville
- Basseneville
- Bavent
- Bourgeauville
- Branville
- Bréville-les-Monts
- Brucourt
- Cabourg
- Cresseveuille
- Cricqueville-en-Auge
- Danestal
- Dives-sur-Mer
- Douville-en-Auge
- Dozulé
- Gonneville-en-Auge
- Gonneville-sur-Mer
- Goustranville
- Grangues
- Hérouvillette
- Heuland
- Houlgate
- Merville-Franceville-Plage
- Périers-en-Auge
- Petiville
- Putot-en-Auge
- Ranville
- Saint-Jouin
- Saint-Léger-Dubosq
- Saint-Vaast-en-Auge
- Sallenelles
- Varaville

## Obce kantonu (do roku 2015)
- Amfreville
- Bavent
- Bréville-les-Monts
- Cabourg
- Colombelles
- Escoville
- Gonneville-en-Auge
- Hérouvillette
- Merville-Franceville-Plage
- Petiville
- Ranville
- Sallenelles
- Varaville